# Rémo Meyer
Rémo Meyer (ur. 12 listopada 1980 w Langenthal) – szwajcarski piłkarz występujący na pozycji obrońcy. Zawodnik klubu FC Altbüron-Grossdietwil.

## Kariera klubowa
Meyer karierę rozpoczynał w 1997 roku w pierwszoligowym klubie FC Luzern. Przez 3 lata w jego barwach rozegrał 37 spotkań i zdobył 1 bramkę. W 2000 roku odszedł do innego pierwszoligowego zespołu, Lausanne Sports. Tam z kolei spędził 2 lata. W 2002 roku podpisał kontrakt z niemieckim TSV 1860 Monachium z Bundesligi. Zadebiutował tam 17 sierpnia 2002 roku w wygranym 3:1 pojedynku z Hannoverem 96. W 2004 roku spadł z zespołem do 2. Bundesligi. W TSV spędził jeszcze 2 lata.
W 2006 roku Meyer odszedł do austriackiego Red Bull Salzburg. W Bundeslidze austriackiej pierwszy mecz zaliczył 29 lipca 2006 roku przeciwko Austrii Wiedeń (1:1). W 2007 roku oraz w 2009 roku zdobył z zespołem mistrzostwo Austrii. W 2009 roku odszedł z klubu, a w 2010 roku podpisał kontrakt ze szwajcarskim amatorskim klubem FC Altbüron-Grossdietwil.

## Kariera reprezentacyjna
W reprezentacji Szwajcarii Meyer zadebiutował 21 sierpnia 2002 roku w wygranym 3:2 towarzyskim meczu z Austrią. W latach 2002–2004 w drużynie narodowej rozegrał 5 spotkań. W 2002 roku wraz z kadrą U-21 dotarł do półfinału Mistrzostw Europy.